# Miquel Serra Maura
Miquel Serra Maura (Alcúdia, 1691-Palma, 1754) fou un jurista mallorquí.
Fill del notari Miquel Serra Ferrer i de Joana Maura. Va ser germà del doctor Antoni Serra Maura. Es doctorà en dret civil i eclesiàstic a la Universitat Literària de Mallorca. Va ser nomenat jutge de censos i del pariatge (1733), càrrec que ocupà fins al 1737. Fou catedràtic de cànons a la Universitat Literària de Mallorca entre 1716 i 1732 i consultor de la Inquisició. Va ser advocat fiscal de la renda del tabac. El 1737, després de la mort de Miquel Malonda, fou nomenat oïdor a la Reial Audiència de Mallorca. La seva actuació va estar condicionada per les seves anteriors relacions. El bisbe Cepeda va dir d'ell, el 1746, que es movia influït per les seves relacions i dependència dels clients, parents i amics. És autor de nombroses al·legacions jurídiques impreses i va deixar diverses obres recopiladores de pragmàtiques, ordres i cèdules reials manuscrites.
Casat amb Coloma Ferragut Socies, va ser el pare de Bonaventura Serra Ferragut.

## Obres
- Practica vulgaris in hujus Maioricarum Regni curiis observari solita. Biblioteca Pública de Palma. Ms. 558.
- Observationes iuridicae. Biblioteca Pública de Palma. Ms. 555-557.